# 拉萨小檗
拉萨小檗（学名：Berberis hemsleyana）为小檗科小檗属的植物，是中国的特有植物。分布于中国大陆的西藏等地，生长于海拔3,660米至4,400米的地区，多生长在石缝、田边、灌丛中以及草坡，目前尚未由人工引种栽培。